# Абланиця (Пазарджицька область)
А́бланиця (болг. Абланица) — село в Пазарджицькій області Болгарії. Входить до складу общини Велинград.

## Населення
За даними перепису населення 2011 року у селі проживали 376 осіб, з них 347 осіб (99,4 %) — болгари.
Розподіл населення за віком у 2011 році:
Динаміка населення: